# Sandra Dahlberg
Maria Sandra Marlene Dahlberg (nacida el 13 de marzo de 1979 en Klimpfjäll) es una cantante y compositora sueca.
Tras realizar estudios de música y arte dramático, entró a formar parte del grupo de jóvenes talentos del programa de la televisión sueca. A pesar de no hacerse con la victoria, consiguió una gran popularidad por su estilo de Norrland (la región de la que proviene, característica por su música popular).
Desde entonces, ha publicado un álbum y varios sencillos. Tomó parte en el Melodifestivalen 2004 con el tema "Här Stannar Jag Kvar" ("Aquí Permaneceré") consiguiendo acceder a la gran final, y obtener finalmente la octava posición.
Dahlberg tiene el hijo Vilmer (nacido el 13 de febrero de 2007) con Jimmy Jansson.
En el verano de 2008 Dahlberg fue la presentadora del programa del "Sommarlovsmorgon" ("Mañana de vacaciones de verano") Hej hej sommar.

## Trayecto en el Melodifestivalen
- 2004 Här Stannar Jag Kvar (Final: 8.º)
- 2006 Jag Tar Det Jag Vill Ha (Semifinal: 5.º)

## Discografía

### Singles
- "Här Stannar Jag Kvar" (2004)
- "Kom Hem Hel Igen" (2004)
- "Jag Tar Det Jag Vill Ha" (2006)
- "Ta På Mig" (2009)

### Discos
- "Här Stannar Jag Kvar" (2004)